# Resolució 151 del Consell de Seguretat de les Nacions Unides
La Resolució 151 del Consell de Seguretat de les Nacions Unides, aprovada per unanimitat el 23 d'agost de 1960, després d'examinar l'aplicació de la República del Txad per a ser membre de les Nacions Unides, el Consell va recomanar a l'Assemblea general que la República del Txad fos admesa.